# Фофаново (Нижегородская область)
Фофаново — деревня в Вачском районе Нижегородской области. Входит в состав Филинского сельсовета.

## История
До революции — деревня Клинского прихода Муромского уезда Владимирской губернии. В окладных книгах Рязанской епархии за 1676 год в составе прихода села Клин показана деревня Фофанова, в которой насчитывалось 18 крестьянских дворов.

## Население
| 1859 | 1905 | 1926 | 1999 | 2002 | 2010 |
| ---- | ---- | ---- | ---- | ---- | ---- |
| 257  | ↗300 | ↗353 | ↘26  | ↘17  | ↗19  |